# Lathys pallida
Lathys pallida là một loài nhện trong họ Dictynidae.
Loài này thuộc chi Lathys. Lathys pallida được miêu tả năm 1891 bởi Marx.